# Catálogo de Wildenstein
Un catálogo de Wildenstein es un catálogo razonado editado por el Instituto Wildenstein, o anteriormente por la familia Wildenstein, una saga de marchantes y críticos de arte franceses. Sus catálogos razonados son las obras de referencia para las obras de arte de determinados pintores franceses.

## Historia
El alsaciano Nathal Wildenstein (1851-1934) se instaló en París como marchante de arte. Su hijo Georges Wildenstein (1892-1963) como crítico de arte interesado en la investigación hizo unos primeros catálogos razonados de pintores y escultores del siglo XVIII, pero se interesó sobre todo por los pintores impresionistas, posimpresionistas y finalmente de Picasso.
Daniel Wildenstein (1917-2001) acabó póstumamente el catálogo razonado sobre Paul Gauguin hecho bajo la dirección de su padre, y años después hizo una revisión y ampliación parcial. Igualmente, impulsó la reedición y puesta al día de los catálogos razonados y alentó su publicación, pero su obra más destacada es el catálogo en cinco volúmenes de las pinturas y dibujos de Claude Monet. Creó la Fundación Wildenstein (1970), después Instituto Wildenstein (1990), como entidad sin ánimo de lucro dedicada a la investigación artística y la promoción del arte francés. Una de sus actividades es la publicación de catálogos razonados.
Alec Wildenstein (1940-2008), hijo de Daniel, es el autor del catálogo razonado de Odilon Redon. Actualmente preside el instituto su hermano Guy Wildenstein (1945 -), autor del catálogo razonado de Albert Marquet.